# Gungala la pantera nuda
Gungala la pantera nuda è un film del 1968 diretto da Roger Rockfeller (pseudonimo di Ruggero Deodato) e interpretato da Kitty Swan, sequel di Gungala la vergine della giungla.

## Trama
Una compagnia di assicurazioni di proprietà di una ricca famiglia inglese organizza una spedizione nella selvaggia e inesplorata Africa per trovare una ereditiera scomparsa da anni adottata da una tribù e cresciuta in modo selvaggio con il nome di Gungala. La vicenda si complica quando uno degli esploratori si innamora della bella fanciulla.